# Биографски филм
Биографски филм (или скраћено биопиц) је  филмски жанр који драматизује живот стварне особе или људи. Разликују се од филмова „утемељених на стварним догађајима" или „историјских филмова" по томе што покушавају детаљно препричати живот особе или бар историјски значајне године њиховог живота.
Од осамдесетих, биографски филмови су постали изузетно популарни пошто су напредак филмске технологије и повећање филмских буџета омогућили редитељима да дочарају историјске периоде. Почетком 2000-их, догодила се поплава биографских филмова након што су Човек на Месецу, Али, Фрида  и други постали хваљени и награђивани.
Пошто су фигуре које се приказују стварне особе чија су дела и карактеристике познати, биографски филмови сматрају се најзахтевнијим за глумце и глумице. Вил Смит и Џим Кери стекли су репутацију драмских глумаца након што су се појавили у биографским филмовима, Смит као Мухамед Али у Алију, а Кери као Анди Кауфман у Човек на Месецу.
У ретким случајевима, јунак филма глуми самог себе. Бејзбол играч Џеки Робинсон у The Jackie Robinson Story , боксер Мухамед Али у The Greatest , Оди Марфи у До пакла и натраг и Хауард Стерн у Интимним деловима.
Већина биографских филмова су драме иако филмови као Walk Hard: The Dewey Cox Story прелазе у комедију, док се продукују и акцијски и други жанрови.

## Проблем веродостојности
Од биографских филмова очекује се висок степен веродостојности како би се смањио ризик од клевете, али филмови често измењују догађаје у циљу приче. Догађаји су понекад приказани драматичније него што су се заиста догодили, док је време „сажето" како би се приказали сви важнији догађаји или се више људи ставља у исто окружење.
Иако многи гледаоци и критичари опраштају такве измишљотине због забаве, неки су биографски филмови дошли под удар критике због оптужби за превару. Група грчких адвоката запретила је тужбом продуцентима Александра Великог због сугестија да је Александар Велики био бисексуалац, а многи обожаватељи бокса су негодовали због негативног приказа Макса Бера у филму Bajka o bokseru. Но, још контроверзнији биопиц у контексту тачности је Ураган, о боксеру Рубин „Ураган“ Картеру и његовим трима лажним осудама. Неколико детаља је измењено како би се појачао утисак о Картеру, детаље о полицијским процедурама које су довеле до осуде а које нису биле у складу са судским записником. Осим тога, бивши првак у средњој категорији Joey Giardello, који је освојио титулу боксујући против Картера, тужио је продуценте филма због сугерисања како је освојио наслов због расистичке „намештаљке". Случај је завршио погодбом изван суда.
Роџер Еберт је бранио Ураган од извртања чињеница у биографском филму уопштено, рекавши „они који траже истину о човеку из филма могли би се исто тако распитивати код његове баке, Ураган није документарац него парабола."
Неки биографски филмови намерно изврћу чињенице. Исповест опасног ума темељен је на раскринканим, али опет популарним мемоарима водитеља квизова Чака Бариса, који је тврдио да је као плаћени убица радио за Централну обавештајну агенцију.
Код биографских филмова контроверзан може бити и кастинг. Неки су сматрали да Ентони Хопкинс није требало да игра Ричарда Никсона у Никсону јер не личе физички, док су неки Селенини обожаваоци приговарали због избора Џенифер Лопез, јер је Порториканка, док је Селена била Мексиканка.